# 松本歯科大学病院
松本歯科大学病院（まつもとしかだいがくびょういん）は長野県塩尻市にある大学病院。松本歯科大学歯学部歯学科の附属病院である。

## 沿革
- 1972年（昭和47年） 松本歯科大学病院開院。
- 2008年（平成20年）4月15日 老朽化に伴い、新大学病院開院。内科、眼科開設。
- 2008年（平成20年）7月1日 病院に「健康づくりセンター」開設。
- 2008年（平成20年）12月18日 病院の歯科放射線科検査室に新型MRI設置。
- 2018年（平成30年）7月30日 皮膚科新設
- 2019年（令和元年）10月7日 整形外科新設、皮膚科機能を松本歯科大学二條皮ふ科クリニックに移行。

## 診療科目
| 歯科診療科 - 口腔診断科 - 総合診療科 - 口腔外科 - 歯周病科 - 小児歯科 - 矯正歯科 - 特殊診療科 - 口腔インプラント科 - お口の健康科 - 歯科麻酔科 - 歯科放射線科 | 医科診療科 - 内科 - 消化器内科 - 内視鏡科 - 眼科 - 皮膚科 - 整形外科 - 健康づくりセンター |

## 交通アクセス
- アルピコタクシーによる松本駅、塩尻駅、信州まつもと空港から主に平日に送迎バスが運行されている。

最寄の停留所
- 塩尻市地域振興バス（アルピコタクシー運行業務）
- 中心市街地循環バス：歯科大東、または歯科大南
- 広丘・吉田線：歯科大前